# Sitio de Worms
El sitio de Worms fue un suceso bélico ocurrido en los primeros meses del año 407. Se enmarca dentro de la invasión y saqueo de la Galia llevada a cabo por alanos, vándalos y suevos entre los años 407 y 409.
Durante la noche de fin de año de 406, los invasores cruzaron el Rin en un amplio tramo cuyo eje fue Mogontiacum (Maguncia), ciudad que cayó sin defensa. En el breve relato de los hechos que hace Jerónimo de Estridón, indica que los romanos solo presentaron resistencia en Borbetomagus (Worms).
El tramo de la frontera romana donde se produjo la invasión estaba defendido por el dux Mogontiacensis y sus tropas limitanei. Estas estaban acuarteladas, de norte a sur, en las siguientes poblaciones:
- milites Acincenses en Antonacum (Andernach)
- milites defensores en Confluentes (Coblenza)
- milites balistarii en Bodobrica (Boppard)
- milites Bingenses en Bingium (Bingen)
- milites armigeri en Mogontiacum (Maguncia)
- milites (legionis) secundae Flaviae en Borbetomagus (Worms)
- milites Martenses en Alta Ripa (Altrip)
- milites Vindices en Nemetae (Espira)
- milites Anderetiani en Vicus Iulius (Germersheim)
- milites Menapii en Tabernae (Rheinzabern)
- milites Pacenses en Saletio (Seltz)

La irrupción de los invasores a la altura de Mogontiacum tuvo que dividir a las fuerzas romanas en dos. Las situadas al norte de la ciudad (Antonacum, Confluentes, Bodobrica y Bingium) y las que lo estaban al sur (Borbetomagus, Alta Ripa, Nemetae, Vicus Iulius, Tabernae y Saletio). Debido a la abrumadora superioridad de los invasores, la única alternativa posible para los romanos era encerrarse en alguna ciudad y resistir hasta la llegada de refuerzos. Por su situación geográfica, parece que las unidades del sur se agruparon en Borbetomagus. Esta era una de las cuatro civitates de la provincia que, como tal, contaría con provisiones suficientes para el invierno.
La esperada llegada del ejército de comitatenses no ocurrió durante las semanas siguientes ya que se encontraban cerca de la costa norte para hacer frente a la rebelión del ejército en Britania. No sería hasta el inicio de la primavera cuando Constantino de Britania cruzó el estrecho y consiguió que las tropas galas se le uniesen. Su prioridad fue, entonces, asegurar la frontera del Rin para que los francos no aprovechasen la ocasión y se uniesen a la invasión. De esta manera, no pudieron llegar a la zona de Mogontiacum hasta bien entrada la primavera. Borbetomagus no pudo resistir lo suficiente y para entonces, ya había caído, bien por asalto de los invasores o por rendición de las tropas romanas.